# Carola Meier-Seethaler
Carola Meier-Seethaler (* 19. März 1927 in München; † 19. Juli 2022) war eine deutsch-schweizerische Psychologin, Philosophin und Psychotherapeutin.

## Leben
Carola-Meier-Seethaler wuchs als Tochter von Carl und Charlotte Seethaler in Bad Reichenhall auf. Dort besuchte sie auch das Karlsgymnasium. Anschließend studierte sie Philosophie an der Universität München und schloss 1950 mit Doktorat zu einem Thema aus der Ethik ab. Anschließend studierte sie Psychologie an der Universität München und schloss 1954 mit Staatsdiplom sowie Ausbildung zur Psychotherapeutin ab. Ab 1954 war sie am Aufbau der Erziehungsberatungsstellen in Altötting und Passau beteiligt und leitete diese.
Im Jahr 1958 heiratete sie Hans-Ludwig Meier aus Zürich und übersiedelte in die Schweiz. Das Paar bekam zwei Töchter.
Von 1965 bis 1980 arbeitete sie als Dozentin für Psychologie an der Sozialen Fachschule BFF in Bern. Ab 1978 war sie in einer eigenen privaten Psychotherapiepraxis in Burgdorf BE tätig. Nach dem Tod des Ehemannes 1984 zog sie nach Bern und führte ihre Privatpraxis dort weiter.
Als Autorin bekannt wurde sie mit dem 1988 erstmals veröffentlichten Buch Ursprünge und Befreiungen. Eine dissidente Kulturtheorie. In vier Teilen führt das Buch aus der vorgeschichtlichen Frühzeit in die Gegenwart: Die matrizentrische Frühzeit / Die matrizentrischen Hochkulturen / Die Konstituierung des Patriarchats / Befreiung zur Partnerschaft.
In der Zeitschrift Neue Wege wurde 2012 rückblickend zu Ursprünge und Befreiungen bemerkt: „es war ein revolutionäres Werk, das in der Frauenbewegung, der Friedensbewegung, aber auch in der Forschung und in den Religionswissenschaften eine wichtige Rolle spielte.“ Nach mehr als zwanzig Jahren hat Carola Meier-Seethaler ihr Werk überarbeitet. Darin hat sie neue Forschungserkenntnisse eingearbeitet und auch ihr Erfahrungswissen als Psychotherapeutin.
Meier-Seethaler befasste sich nicht nur mit der Vergangenheit, sondern hatte auch klare Vorstellungen, wohin es gehen sollte. Zum Beispiel zu einer gleichgewichteten Elternschaft, in der sich Frauen und Männer die ökonomische, als auch die emotionale Verantwortung für die Kinder teilen. Oder zu einem Wirtschaftsmodell, das sich aus den Zwängen der „patriarchalen Wettbewerbs- und Fortschrittsmanie“ befreit und das Gemeinwohl in den Mittelpunkt rückt.

## Schriften (Auswahl)
- Verstehen Sie Ihr Kind? Erziehung aus der Sicht moderner Jugendpsychologie. Neue-Presse-Verlags-Gesellschaft, Passau 1959.
- Ursprünge und Befreiungen. Eine dissidente Kulturtheorie. Arche Verlag, Zürich 1988, ISBN 978-3-7160-4003-4 (online). Überarbeitete und erweiterte Ausgabe, Verlag opus-magnum, Stuttgart, 2011, ISBN 978-3-939322-63-4
- Von der göttlichen Löwin zum Wahrzeichen männlicher Macht. Ursprung und Wandel grosser Symbole. Kreuz Verlag, Stuttgart 1993, ISBN 978-3-268-00142-2.
- Gefühl und Urteilskraft. Ein Plädoyer für die emotionale Vernunft. Verlag C. H. Beck, München 1997, ISBN 978-3-406-42029-0.
- Jenseits von Gott und Göttin. Plädoyer für eine spirituelle Ethik. Verlag C. H. Beck, München 2001, ISBN 978-3-406-47564-1. Zweite durchgesehene Auflage im Verlag opus-magnum, Stuttgart, 2014 (online)
- Das Gute und das Böse. Mythologische Hintergründe des Fundamentalismus in Ost und West. Kreuz Verlag, Stuttgart 2004, ISBN 978-3-7831-2387-6.
- Macht und Moral. 16 Essays zur Aufkündigung patriarchaler Denkmuster. Xanthippe Verlag, Zürich 2007, ISBN 978-3-905795-00-4. Zweite korrigierte Auflage im Verlag opus-magnum, Stuttgart, 2008 (online)

## Auszeichnungen
- 1994: Sachbuchpreis der Stadt Bern